# Coenagrion lyelli
Coenagrion lyelli är en trollsländeart som först beskrevs av Tillyard 1913.  Coenagrion lyelli ingår i släktet blå flicksländor, och familjen sommarflicksländor. IUCN kategoriserar arten globalt som livskraftig. Inga underarter finns listade i Catalogue of Life.